# Kamienica przy ulicy Nowy Świat 21 w Warszawie
Kamienica przy ulicy Nowy Świat 21 w Warszawie – socrealistyczna kamienica znajdująca się przy ulicy Nowy Świat 21 w Warszawie.

## Opis

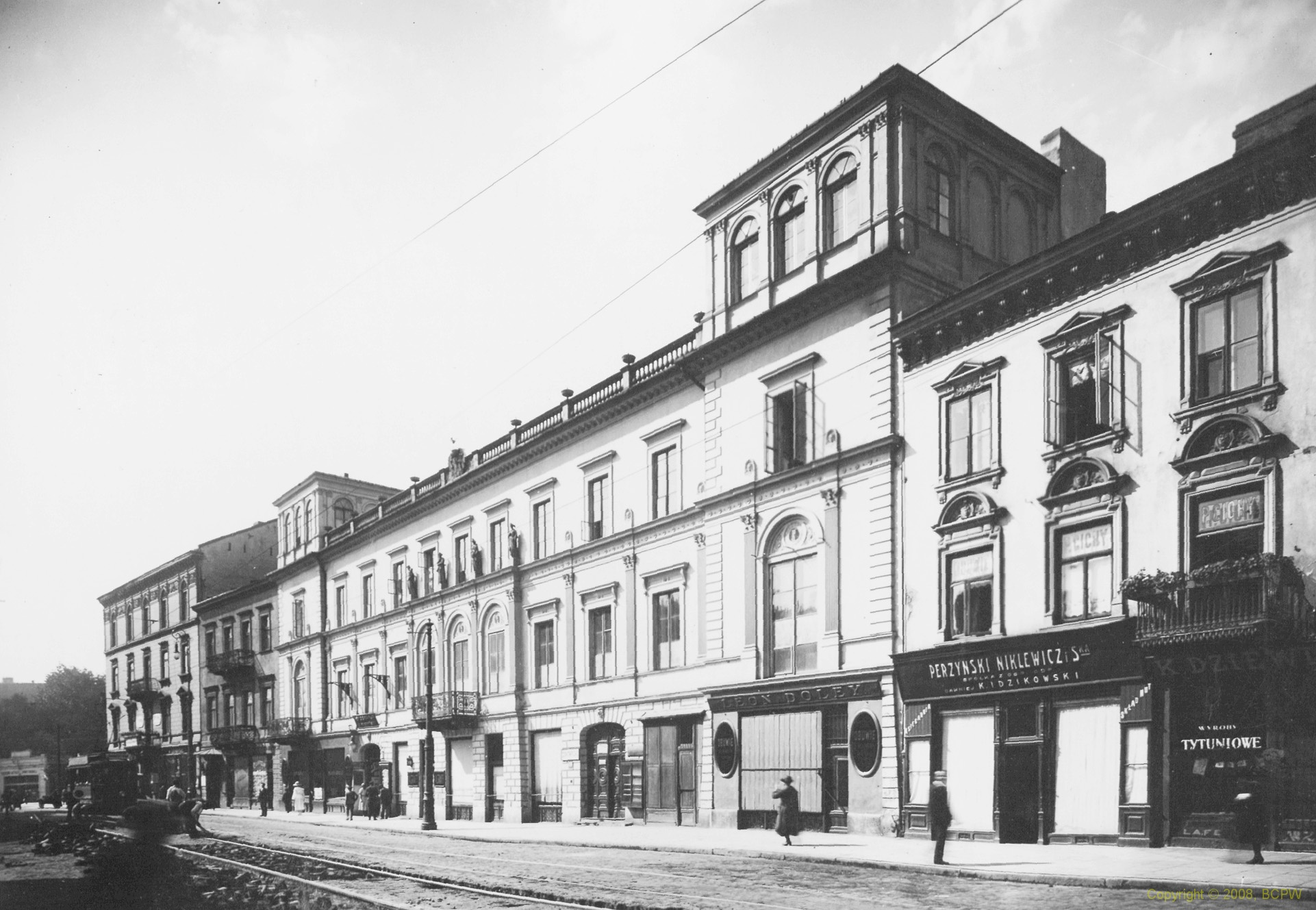
Widok Pałacu Kossakowskich w 1922 roku. W skrajnie prawej części zdjęcia widoczna jest część kamienicy przy Nowym Świecie 21

W II połowie XVIII wieku stał tu piętrowy (a w głębi posesji dwupiętrowy) budynek należący do Andrzeja Szponholtza. W 1882 roku frontowy budynek został podwyższony przez Adolfa Schimmelpfenniga do wysokości trzech kondygnacji i otrzymał neobarokową oprawę okien. Przed I wojną światową znajdował się tu bar „Centralny”, księgarnia Idzikowskiego, sklep papierniczy Piaseckiego, dom handlowy „Grafika”, skład fortepianów oraz zakład krawiecki dla pań Gruszczyńskiego. W okresie międzywojennym funkcjonowały tu: apteka i perfumeria braci Szamotulskich oraz księgarnia „Perzyński-Niklewicz”.
W latach 30. XX wieku kamienica została podwyższona o jeszcze jedno piętro.
Po II wojnie światowej budynek został niestarannie odbudowany do wysokości drugiego piętra. Obecnie mieści się w nim sklep „Pantera” oraz „Bar Kawowy Amatorska” uwieczniony w literaturze przez Janusza Głowackiego: opisał ten lokal w 1969 roku w kryminale „Dzień słodkiej śmierci”, który ukazał się jako dwunasty zeszyt w serii „Ewa wzywa 07”. Główny podejrzany, siedząc na stołku barowym i pijąc kawę przygląda się w lustrze klientom kawiarni snując rozważania o tym, kto go może śledzić. Lokal przetrwał czasy komunizmu i działa do dziś, a lustro jest nadal elementem jego wystroju.